# Catarina Lagerberg
Catarina Lagerberg (Países Bajos, 30 de enero de 1941), también llamada Tineke Lagerberg, es una nadadora neerlandesa retirada especializada en pruebas de estilo libre media distancia, donde consiguió ser medallista de bronce olímpica en 1960 en los 400 metros.

## Carrera deportiva
En los Juegos Olímpicos de Roma 1960 ganó la medalla de bronce en los 400 metros estilo libre, con un tiempo de 4:56.9 segundos, tras la estadounidense Chris von Saltza y la sueca Jane Cederqvist.
Y en el Campeonato Europeo de Budapest de 1958 ganó dos medallas de oro: en 100 metros mariposa y en 4x100 metros estilo libre.